# Ungekämmter Frauenmantel
Der Ungekämmte Frauenmantel (Alchemilla impexa), auch Stumpfecken-Frauenmantel genannt, ist eine Pflanzenart aus der Gattung Frauenmantel (Alchemilla) innerhalb der Familie der Rosengewächse (Rosaceae).

## Beschreibung
Der Ungekämmte Frauenmantel ist eine krautige Pflanze, die Wuchshöhen von 10 bis 40 Zentimeter erreicht. An den Stängeln und Blattstielen stehen die Haare (Trichome) wirr ab. Die Blattunterseite ist oft auf der ganzen Fläche behaart. Die Blattzähne sind 1 bis 6 Millimeter breit, spitz und unsymmetrisch.
Die Blühzeit reicht von Mai bis Oktober. Die Außenkelchblätter sind 0,33- bis 1-mal so breit wie die Kelchzipfel. Der Kelchbecher ist schlank und gleich lang bis doppelt so lang wie breit.
Die Nüsschen sind 1,3- bis 2-mal so lang wie breit.
Die Chromosomenzahl beträgt 2n = 100–106.

## Vorkommen
Der Ungekämmte Frauenmantel kommt vereinzelt vor allem in den Westalpen bis in die Steiermark und Kärnten vor; ferner im südlichen Schweizer Jura und im Apennin. 
Der basenholde Ungekämmte Frauenmantel gedeiht von der hochmontanen bis in die subalpine Höhenstufe. Er besiedelt frische bis nasse Wiesen, Weiden, Quell- und Hochstaudenfluren.

## Systematik
Die Erstbeschreibung von Alchemilla impexa erfolgte 1895 durch Robert Buser in Neue Denkschr. Allg. Schweiz. Ges. Gesammten Naturwiss., Band 34, S. 130. Alchemilla impexa gehört zur Sektion Alchemilla aus der Gattung Alchemilla.